# 旅客信息系统

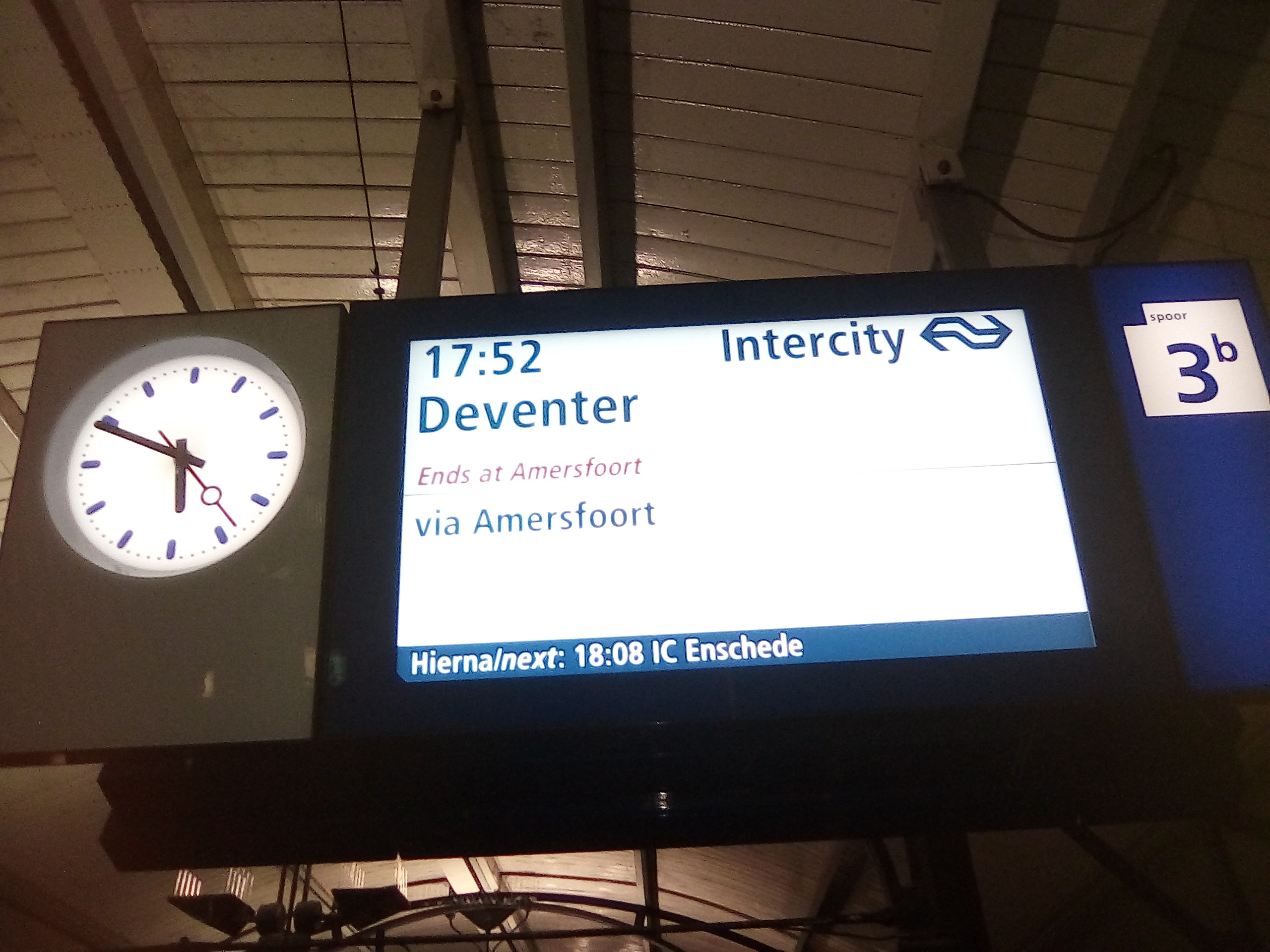
希爾弗瑟姆車站的一個顯示列車信息的顯示屏

旅客信息系统是由公共交通運營方管理的一种自动化信息系统，它可以通過車站內的顯示屏、语音廣播或其他方式向旅客提供有关公共交通服务的信息（例如列車何時抵達、晚點信息、首末班時刻）。 